# Desktop Dungeons
Desktop Dungeons (abreviado DD) es un videojuego de rol para un jugador desarrollado y publicado por QCF Design. Actualmente, el juego todavía está en desarrollo, pero se ha distribuido una versión beta a los clientes que ya han encargado el juego. En el juego, los jugadores exploran una mazmorra llena de monstruos antes de enfrentarse al jefe de la mazmorra. El juego tiene características de puzle porque el jugador debe encontrar la mejor manera de usar los objetos, hechizos y mejoras para alcanzar el jefe final sin perder demasiada vida de su personaje. Desktop Dungeons ha sido comparado con un roguelike pero con una jugabilidad condensada. Desktop Dungeons recibió un premio a su diseño en el Independent Games Festival de 2011. El juego funciona en un navegador web gracias al motor gráfico Unity, solo disponible para Windows y Macintosh, aunque los desarrolladores planean versiones para iPhone y Android.

## Jugabilidad
El juego es un roguelike de jugabilidad condensada con sesiones de solo diez minutos. Los jugadores eligen una raza y una clase para su personaje antes de entrar en una mazmorra generada de forma aleatoria. Al completar mazmorras, se recompensa a los jugadores con nuevas clases, armas y mazmorras. Los jugadores pueden adorar diversas deidades, que imponen ciertas reglas que benefician al jugador si las cumple o lo perjudican si las incumple.
Es posible modificar el aspecto de las mazmorras. De hecho, el aspecto por defecto de las mazmorras fue creado por Derek Yu, creador del videojuego Spelunky.

## Desarrollo
Desktop Dungeons está siendo desarrollado por un equipo de tres personas de Sudáfrica. Rodain Joubert dice que empezó a desarrollar el juego en enero del 2010 tras haber jugado a muchos roguelikes y haber leído un manifiesto de Edmund McMillen, el creador de Super Meat Boy y primer artista de personajes y animador de Braid. La versión alfa del juego se escribió usando el Game Maker. Uno de los mayores cambios durante el desarrollo de la versión alfa fue la posibilidad de adorar deidades en altares.
La versión beta presentó unos gráficos mejorados e incluyó un tutorial, cambios en la progresión del personaje, un inventario para el personaje y un armario para almacenar objetos entre mazmorras.

## Publicación y recepción
Aunque el juego no ha sido publicado todavía, la recepción del juego basada en la versión beta ha sido generalmente positiva. Además de encargar el juego y recibir la versión beta, también es posible encargar una versión especial del juego que incluye más misiones y clases de personajes. También se vendió una versión exclusiva del juego, que incluye los nombres de los clientes que la compraron en el juego y en los créditos. Tras los cambios que sufrió en la versión beta, Alec Meer, escritor del blog Rock, Paper, Shotgun, dijo que "Desktop Dungeons es ahora el juego que merecía ser". Además de ganar un premio a su diseño en el Independent Games Festival de 2011, también fue incluido en la lista de los mejores juegos indie de Gamasutra en 2010.

## Polémica
Eric Farraro, conocido con el pseudónimo de Lazy Peon, creó un juego para iPhone llamado League Of Epic Heroes tras jugar a la versión beta de Desktop Dungeons. Farraro anunció League of Epic Heroes en Internet en octubre de 2010 y dijo que su juego estaba basado en Desktop Dungeons. League of Epic Heroes usa el mismo sistema de juego y las mismas clases de personaje y de hechizos que Desktop Dungeons, pero no los mismos gráficos, efectos de sonidos o código fuente. Farraro contactó con QCF Design en noviembre de 2010 con información sobre el juego que estaba creando y reivindicando que no era un clon. A pesar de la petición de QCF Design de no publicar el juego, League of Epic Heroes fue publicado en la App Store de Apple el 23 de noviembre de 2010. QCF Design no emprendió acciones legales contra Farraro, pero mandó una carta a Apple detallando las similitudes entre los dos juegos. El juego fue retirado de la Apple Store.